# Stanisław Rudnicki (harcerz)
Stanisław Wojciech Rudnicki (ur. 5 października 1896 w Warszawie, zm. 27 lutego 1962 tamże) – polski prawnik, sędzia, instruktor harcerski, harcmistrz, działacz społeczny i samorządowy.

## Życiorys
Uczył się od 1906 roku w Gimnazjum gen. Pawła Chrzanowskiego w Warszawie, gdzie w 1915 roku zdał maturę. Już w gimnazjum należał do Organizacji Młodzieży Narodowej Szkół Średnich i do  Związku Młodzieży Polskiej „Przyszłość”. Był współzałożycielem Ligi Obrony Szkoły Polskiej. W latach 1911–1912 był jednym z organizatorów tajnego skautingu w Warszawie. W latach 1915–1918 był członkiem i sekretarzem tajnej Naczelnej Rady Skautowej i przewodniczącym podlegającej jej Rady Hufców, a później komendantem Okręgu 1 ZHP. W 1917 roku zainicjował wydawanie czasopism „Harcerz” i „Harcmistrz”, od czasu do czasu pełniąc rolę sekretarza ich redakcji.
Jesienią 1918 roku wstąpił ochotniczo do Wojska Polskiego. Stojąc na czele Wydziału Wojskowego utworzonego przez Naczelny Inspektorat Harcerski przy Ministerstwie Wyznań Religijnych i Oświecenia Publicznego, kierował rozbrajaniem żołnierzy niemieckich przez warszawskich harcerzy. Po przeszkoleniu podoficerskim został przydzielony do adiutantury Naczelnego Wodza.
W czerwcu 1919 roku został członkiem Naczelnej Rady Harcerskiej (NRH). Uczestniczył w I powstaniu śląskim. W październiku 1919 roku dostał zadanie eskorty przez harcerzy transporów sprzętu wojskowego z Francji.
W czasie wojny polsko-bolszewickiej pełnił obowiązki dowódcy kompanii w grupie wileńskiej mjra Mariana Zyndram-Kościałkowskiego. W 1921 roku został zdemobilizowany w stopniu podporucznika.
Po zakończeniu wojny wrócił na studia prawnicze na Uniwersytecie Warszawskim, które ukończył w 1925 roku, uzyskując dyplom magistra praw i nauk politycznych. W czasie studiów należał do Związku Młodzieży Polskiej „Zet”, będąc „bratem zetowym”. W tym czasie należał do Bratniej Pomocy Studentów Uniwersytetu Warszawskiego, Koła Prawników Studentów UW, Związku Bratnich Pomocy RP. Po zakończeniu studiów został przyjęty do Związku Patriotycznego.
Po ukończeniu studiów pracował w polskim konsulacie w Lille, po powrocie do Polski rozpoczął pracę w Instytucie Badań Spraw Narodowościowych. W 1927 roku rozpoczął aplikację sądową, po której ukończeniu uzyskał w 1931 roku pracę w Biurze Orzecznictwa Sądu Najwyższego. Od stycznia 1932 roku pracował również jako sędzia.
W tym czasie należał do Związku Seniorów OMN i Związku Polskiej Młodzieży Demokratycznej. Działał w Związku Naprawy Rzeczypospolitej. Działał cały czas w harcerstwie: był członkiem NRH, Naczelnictwa GK ZHP i generalnym sekretarzem ZHP.
W czasie kampanii wrześniowej po bitwie pod Maciejowicami dostał się do niewoli niemieckiej i został umieszczony w oflagu w Lienzu, potem w Woldenbergu. W marcu 1945 roku wrócił z niewoli i podjął pracę jako sędzia w sądzie okręgowym we Włocławku. W 1953 roku został kierownikiem biura notarialnego we Włocławku.

## Życie prywatne
Stanisław Rudnicki był synem Wojciecha, kupca, i Marii Reginy z Oppenheimów. Był najstarszym z trojga rodzeństwa, bratem stryjecznym Janusza, również harcmistrza. Ożenił się w 1958 roku z Eugenią Kielich (1903–1982). Nie mieli dzieci.
Został pochowany na cmentarzu Powązkowskim w Warszawie (kwatera U, rząd 1, miejsce 1–2).